# Falklandoglenes
Genre
Falklandoglenes est un genre d'araignées aranéomorphes de la famille des Linyphiidae.

## Distribution
Les espèces de ce genre sont endémiques des îles Malouines.

## Liste des espèces
Selon World Spider Catalog (version 24, 14/03/2023) :
- Falklandoglenes hadassa Lavery & Snazell, 2023
- Falklandoglenes iasonum Lavery & Snazell, 2023
- Falklandoglenes spinosa Usher, 1983
- Falklandoglenes weddelli Lavery & Snazell, 2023

## Systématique et taxinomie
Ce genre a été décrit par Usher en 1983 dans les Linyphiidae.

## Publication originale
- Usher, 1983 : « Two spiders in subfamily Mynogleninae (Araneae: Linyphiidae) from the Falkland Islands, South Atlantic. » Journal of Zoology, vol. 200, no 4, p. 549-560.